# IVA Business School
IVA Business School, voorheen IVA Driebergen (Instituut Voor de Autohandel), is een particuliere managementopleiding voor de auto- en watersportbranche. 

## Geschiedenis
In 1915 was Geerlig Riemer (1889-1992) gestart met het importeren van auto's en tractoren. In 1930 startte hij een opleiding voor managers in de groeiende autohandel. Door de toename van de watersport in Nederland werd in 2011 gestart met een opleiding nautisch businessmanagement voor de watersportbranche. In 2021 begon de IVA met de hbo-studierichting Innovation Business Management. Vanaf collegejaar 2025 is er de mogelijkheid om te starten met de studierichting Hbo Transport Business management.

## Opleidingen
IVA Business School kent de volgende richtingen: Automotive Business Management, Innovation Business Management, Nautisch Business Management en per september 2025 Transport Business Management. De opleiding kunnen gevolgd worden op MBO en HBO-niveau. De opleiding kreeg in 2018 een onderscheiding van Keuzegids HBO.
In 1946 werd Villa Sterrebosch onderdeel van de IVA.

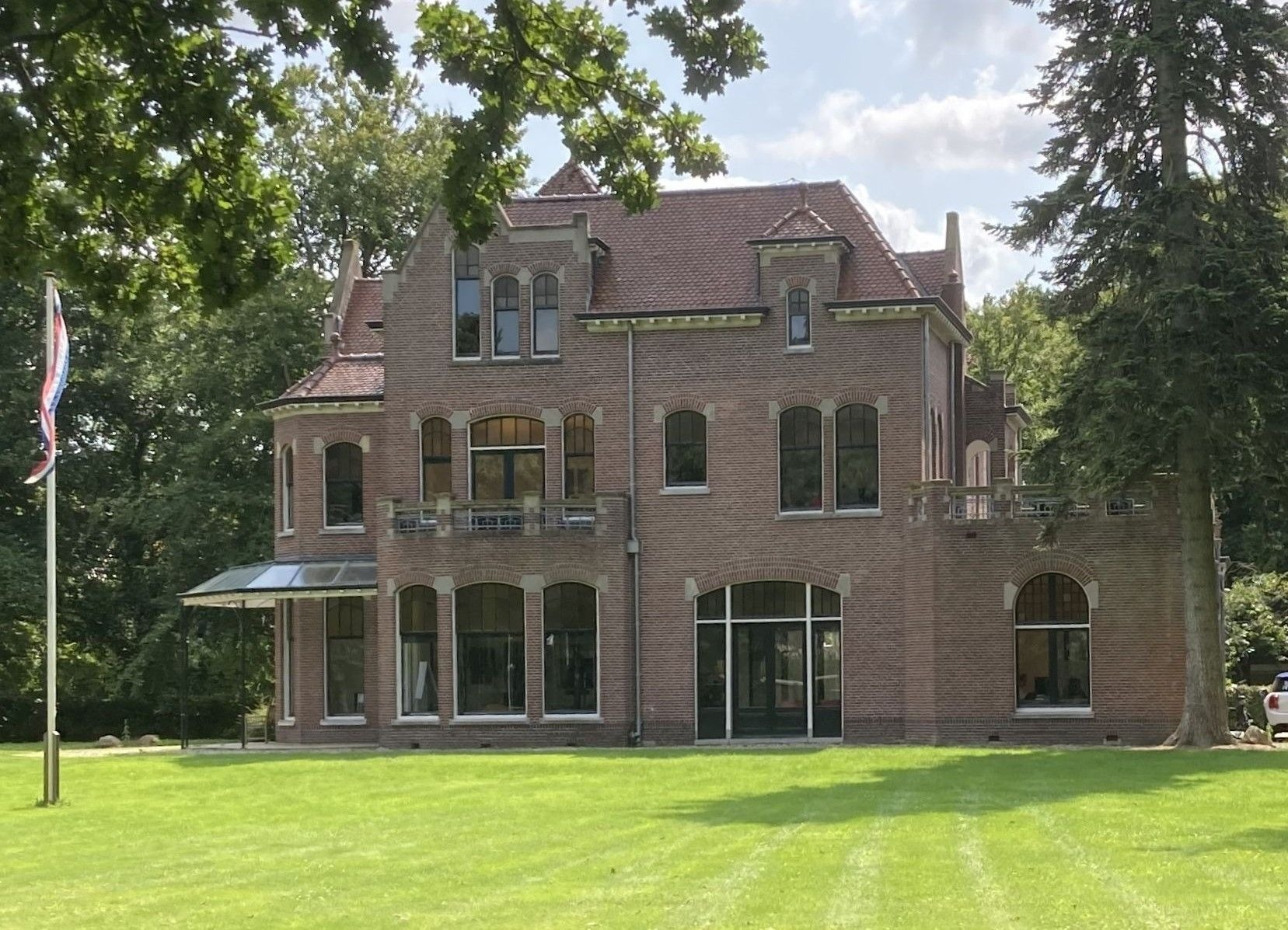
villa Sterrebosch vanaf de Hoofdstraat